# Gerhard Haelbich
Gerhard Robert Wilhelm Haelbich (* 12. November 1916 in Kiel; † 8. September 1986 in Plön) war ein deutscher U-Boot-Kommandant im Zweiten Weltkrieg und Kapitän zur See der Bundesmarine.

## Leben
Gerhard Haelbich trat 1936 in die Kriegsmarine ein und wurde am 10. September 1936 Seekadett. Von September 1939 bis Februar 1942 war er zur Luftwaffe versetzt. Am 10. April 1940 wurde er Leutnant zur See und war bis 30. April 1941 in der 5./Bordfliegergruppe 196 auf der Thor. Ab 28. Juli 1940 Oberleutnant zur See war er Beobachter der Bordfliegergruppe.
Im Februar 1942 kam er zurück zur Kriegsmarine. Von März 1942 bis August 1942 absolvierte er eine U-Boot-Ausbildung und fuhr anschließend bis Februar 1943 als Wachoffizier auf U 404. Für einen Monat war er zum Kommandantenlehrgang abkommandiert und anschließend ebenfalls für einen Monat zur Baubelehrung, bevor er im Mai 1943 U 673 übernahm. Am 1. Juni 1943 wurde er Kapitänleutnant. Im August 1943 gab er das Kommando ab und wurde im September 1943 Kapitänleutnant beim Stabe der 1. U-Flottille. Am 20. September 1944 geriet er in Brest in Kriegsgefangenschaft, aus welcher er am 8. Januar 1948 entlassen wurde.
Später wurde er in die Bundesmarine aufgenommen. Als Fregattenkapitän war er von April 1960 bis November 1961 Kommandeur des Marineausbildungsbataillons 2. Im Dezember 1961 wurde er Referent für Personelle Grundsatzforderungen im Führungsstab der Marine. In dieser Position wurde er zum Kapitän zur See befördert und blieb in diesem Kommando bis September 1965.
Mit der Aufstellung im Oktober 1965 des Admirals für Erziehung und Bildung in der Marine wurde er Stellvertreter und Chef des Stabes dieser Dienststelle. Der Admiral für Erziehung und Bildung in der Marine blieb aber bis Februar 1966 unbesetzt. Im September 1970 wurde Haelbich abkommandiert und übernahm im darauffolgenden Monat die Marineunteroffizierschule in Plön, welche er bis März 1975 leitete.
Am 19. Oktober 1973 wurde er mit dem Verdienstkreuz 1. Klasse der Bundesrepublik Deutschland ausgezeichnet.